# Mugello 4-timmars

Autodromo Internazionale del Mugello

Mugello 4-timmars är en långdistanstävling för sportvagnar som körs på Autodromo Internazionale del Mugello i italienska Scarperia e San Piero.

## Historia
Mellan 1965 och 1985 hölls sportvagnstävlingar på Mugello-banan med olika status. Loppet ingick under åren i sportvagns-VM, i sportvagns-EM för tvålitersvagnar och i det nationella italienska mästerskapet. Senare har det körts internationella sportvagnstävlingar i mindre serier.
Till säsongen 2024 återkommer loppet som en deltävling i Le Mans Series.

## Vinnare
| År        | Förare                                      | Bil                          | Distans        | Mästerskap                                    |                |
| --------- | ------------------------------------------- | ---------------------------- | -------------- | --------------------------------------------- | -------------- |
| 1965      | Mario Casoni Antonio Nicodemi               | Ferrari 250 LM               | 500 km         | Sportvagns-VM                                 |                |
| 1966      | Gerhard Koch Jochen Neerpasch               | Porsche 906                  | 500 km         | Sportvagns-VM                                 |                |
| 1967      | Udo Schütz Gerhard Mitter                   | Porsche 910                  | 500 km         | Sportvagns-VM                                 |                |
| 1968      | Ingen tävling                               | Ingen tävling                | Ingen tävling  | Ingen tävling                                 | Ingen tävling  |
| 1969      | Arturo Merzario                             | Abarth 2000 SP               |                | Campionato Italiano Sport                     |                |
| 1970      | Arturo Merzario                             | Abarth 2000 SP               |                | Sportvagns-EM Campionato Italiano Sport       |                |
| 1971-1973 | Inga tävlingar                              | Inga tävlingar               | Inga tävlingar | Inga tävlingar                                | Inga tävlingar |
| 1974      | Gérard Larrousse                            | Alpine A441-Renault          |                | Sportvagns-EM                                 |                |
| 1975      | Jean-Pierre Jabouille Gérard Larrousse      | Alpine A441-Renault          | 1000 km        | Sportvagns-VM Campionato Italiano Sport       |                |
| 1976      | Jochen Mass Jacky Ickx                      | Porsche 935                  | 6 timmar       | Sportvagns-VM (WCM) Campionato Italiano Sport |                |
| 1977      | Rolf Stommelen Manfred Schurti              | Porsche 935                  | 6 timmar       | Sportvagns-VM (WCM)                           |                |
| 1978      | Hans Heyer Toine Hezemans John Fitzpatrick  | Porsche 935/77A              | 6 timmar       | Sportvagns-VM                                 |                |
| 1979      | Bob Wollek Manfred Schurti John Fitzpatrick | Porsche 935/77A              | 6 timmar       | Sportvagns-VM                                 |                |
| 1980      | Riccardo Patrese Eddie Cheever              | Lancia Beta Montecarlo Turbo | 6 timmar       | Sportvagns-VM Campionato Italiano Sport       |                |
| 1981      | Giorgio Francia Lella Lombardi              | Osella PA9-BMW               | 6 timmar       | Sportvagns-VM Campionato Italiano Sport       |                |
| 1982      | Piercarlo Ghinzani Michele Alboreto         | Lancia LC1                   | 1000 km        | Sportvagns-VM                                 |                |
| 1983      | Bob Wollek Stefan Johansson                 | Porsche 956                  | 1000 km        | Sportvagns-EM                                 |                |
| 1984      | Ingen tävling                               | Ingen tävling                | Ingen tävling  | Ingen tävling                                 | Ingen tävling  |
| 1985      | Jacky Ickx Jochen Mass                      | Porsche 962C                 | 1000 km        | Sportvagns-VM                                 |                |
| 1986-1991 | Inga tävlingar                              | Inga tävlingar               | Inga tävlingar | Inga tävlingar                                | Inga tävlingar |
| 1992      | Charles Zwolsman Sr.                        | Lola T92/10-Judd             |                | Interserie                                    |                |
| 1993      | Giovanni Lavaggi                            | Kremer-Porsche CK7           |                | Interserie                                    |                |
| 1994-1996 | Inga tävlingar                              | Inga tävlingar               | Inga tävlingar | Inga tävlingar                                | Inga tävlingar |
| 1997      | J.J. Lehto Steve Soper                      | McLaren F1 GTR               |                | FIA GT                                        |                |
| 1998-2005 | Inga tävlingar                              | Inga tävlingar               | Inga tävlingar | Inga tävlingar                                | Inga tävlingar |
| 2006      | Karl Wendlinger Philipp Peter               | Aston Martin DBR9            |                | FIA GT                                        |                |
| 2007-2023 | Inga tävlingar                              | Inga tävlingar               | Inga tävlingar | Inga tävlingar                                | Inga tävlingar |
| 2024      | Matteo Cairoli Macéo Capietto Jonas Ried    | Oreca 07-Gibson              | 4 timmar       | Le Mans Series                                |                |